# Warren Peters
Warren Peters (* 10. Juli 1982 in Saskatoon, Saskatchewan) ist ein ehemaliger kanadischer Eishockeyspieler, der im Verlauf seiner aktiven Karriere zwischen 1998 und 2015 unter anderem 100 Spiele für die Calgary Flames, Dallas Stars und Minnesota Wild in der National Hockey League (NHL) auf der Position des Centers bestritten hat. Zudem absolvierte Peters über 700 Partien in der American Hockey League (AHL).

## Karriere
Peters begann seine Karriere als Eishockeyspieler bei den Saskatoon Blades, für die er von 1998 bis 2003 in der Western Hockey League (WHL) aktiv war. Gegen Ende der Saison 2002/03 gab der Angreifer sein Debüt in der American Hockey League (AHL), als er einmal für die Portland Pirates auf dem Eis stand. Die folgenden beiden Jahre spielte Peters für die Idaho Steelheads aus der ECHL sowie in der Saison 2003/04 ebenfalls für den AHL-Klub Utah Grizzlies.
Im Sommer 2005 wurde Peters, der nie gedraftet worden war, als Free Agent von den Calgary Flames aus der National Hockey League (NHL) unter Vertrag genommen. Zunächst spielte der Kanadier zwei Jahre für deren damaliges Farmteam, die Omaha Ak-Sar-Ben Knights aus der AHL, sowie eine Spielzeit für deren Nachfolgeteam, die Quad City Flames, ehe er im Dezember 2008 sein Debüt für die Calgary Flames in der NHL gab und in 16 Partien eingesetzt wurde. Anschließend wechselte der Stürmer im Sommer 2009 in die Organisation der Dallas Stars, pendelte dort aber ebenso zwischen dem NHL-Kader und dem des Kooperationspartners aus der AHL wie in den beiden darauffolgenden Spielzeiten im Franchise der Minnesota Wild. Nach seinem Wechsel zu den Pittsburgh Penguins im Sommer 2012 verbrachte Peters die Spielzeit 2012/13 ausschließlich in der AHL bei den Wilkes-Barre/Scranton Penguins wie auch nach seiner Rückkehr zu den Minnesota Wild. Dort kam er im Spieljahr 2013/14 ausschließlich für deren neues Farmteam Iowa Wild zu Einsatzminuten.
Zum Ausklang seiner Karriere wechselte der 32-Jährige im Dezember 2014 zum dänischen Klub Sønderjysk Elitesport in die Metal Ligaen, nachdem er in Nordamerika bis zu diesem Zeitpunkt keinen neuen Arbeitgeber gefunden hatte. Der Kanadier kam sowohl in elf Hauptrunden- als auch Playoffspielen zum Einsatz und feierte am Saisonende den Gewinn der Dänischen Meisterschaft mit SønderjyskE. Im Anschluss an diesen Erfolg beendete Peters im Sommer 2015 seine Karriere als Aktiver.

## Erfolge und Auszeichnungen
- 2015 Dänischer Meister mit Sønderjysk Elitesport

## Karrierestatistik
(Legende zur Spielerstatistik: Sp oder GP = absolvierte Spiele; T oder G = erzielte Tore; V oder A = erzielte Assists; Pkt oder Pts = erzielte Scorerpunkte; SM oder PIM = erhaltene Strafminuten; +/− = Plus/Minus-Bilanz; PP = erzielte Überzahltore; SH = erzielte Unterzahltore; GW = erzielte Siegtore; 1 Play-downs/Relegation; Kursiv: Statistik nicht vollständig)